# Vingglim
Vingglim (Silene stricta) är en nejlikväxtart som beskrevs av Carl von Linné. Vingglim ingår i släktet glimmar, och familjen nejlikväxter. Arten förekommer tillfälligt i Sverige, men reproducerar sig inte.